# Vrbanja (reka)
Reka Vrbanja je  desni pritok reke Vrbas, ki teče po Šipraški kotlini v Bosni in Hercegovini.